# Камара, Папа Демба
Папа Демба Умар Камара (фр. Papa Demba Oumar Camara; 16 января 1993, Пут, Сенегал) — сенегальский футболист, вратарь французского клуба «Гренобль».

## Карьера

### Клубная карьера
Демба начал заниматься футболом у себя на родине, в Сенегале. Он выступал за «Этуаль Лузитана» и «Дакар». В 2010 году голкипер присоединился к молодёжной команде португальской «Браги».
Спустя год Камара перешёл во французский «Сошо», за основной состав которого дебютировал 31 марта 2012 года во встрече Лиги 1 против «Бреста». До конца сезона 2011/12, а также в следующие 2 года Демба выступал за вторую команду «монбельярцев», появившись в основе только в 1/16 финала Кубка французской лиги в матче с «Эвианом».
В сезоне 2014/15 Камара 4 раза появился на поле в основе в играх Лиги 2.

### В сборной
В июле 2012 года Папа был включён в заявку сборной Сенегала для участия в летних Олимпийских играх в Лондоне. На турнире Камара не провёл ни одного матча.
31 мая 2014 голкипер дебютировал за основную сборную Сенегала в товарищеской встрече со сборной Колумбии.
9 января 2015 года Камара был заявлен сенегальцами на Кубок африканских наций 2015, однако ни одной игры не провёл.